# Pont-Long

Carte topographique du Pont-Long

Le Pont-Long (ou Pont Long) est le nom donné à la plaine (anciennement marécageuse) située au nord de Pau. Antan peu fertile, elle fournissait de maigres pâturages aux Ossalois. Son nom, en gascon poun-loun (à Pau), pal-loun (en Ossau) ou paloun loung : « grand marécage », a plus à voir avec l'anglais pond 'mare' qu'avec le français pont. Ce territoire, mentionné dès le XVe siècle, resta en friches jusqu'au milieu du XXe siècle.

## Géographie
Le territoire du Pont-Long s'étend actuellement de Sendets à Uzein et Mazerolles, sur une vingtaine de kilomètres de longueur pour une largeur allant de 4 km à l’est à 10 km à l’ouest.
Paul Raymond indique, en 1863, dans son dictionnaire topographique Béarn-Pays basque, que le Pont-Long s’étend sur une partie du territoire des communes d’Andoins, Artigueloutan, Beyrie, Bougarber, Buros, Denguin, Idron, Lée, Lescar, Lons, Montardon, Morlaàs, Pau, Nousty, Ousse, Poey, Sauvagnon, Sendets, Serres-Castet, Serres-Morlaàs et Uzein.
Il sépare les eaux du gave de Pau de celles du Luy de Béarn. De nombreux ruisseaux la sillonnent d'est en ouest sans assurer un drainage efficace de l'eau stagnante malgré un dénivelé de près de 100 m :
- le Luy de Béarn au nord
- le Larlas, son affluent
- le Bruscos
- le Loupech
- l’Aïgue Longue
- l'Uillède ou Lata
- l’Uzan
- l’Oussère ou Ousse des Bois
- l’Ousse et le gave de Pau qui servent de limite sud.

Les marécages sont nombreux, comme le Grabe Male, aux sources de l'Aïgue Longue, et le Palù Male vers Bougarber et sont à l'origine de la réputation de pauvreté et d'insalubrité qui a poursuivi le territoire pendant des siècles.
Géomorphologie

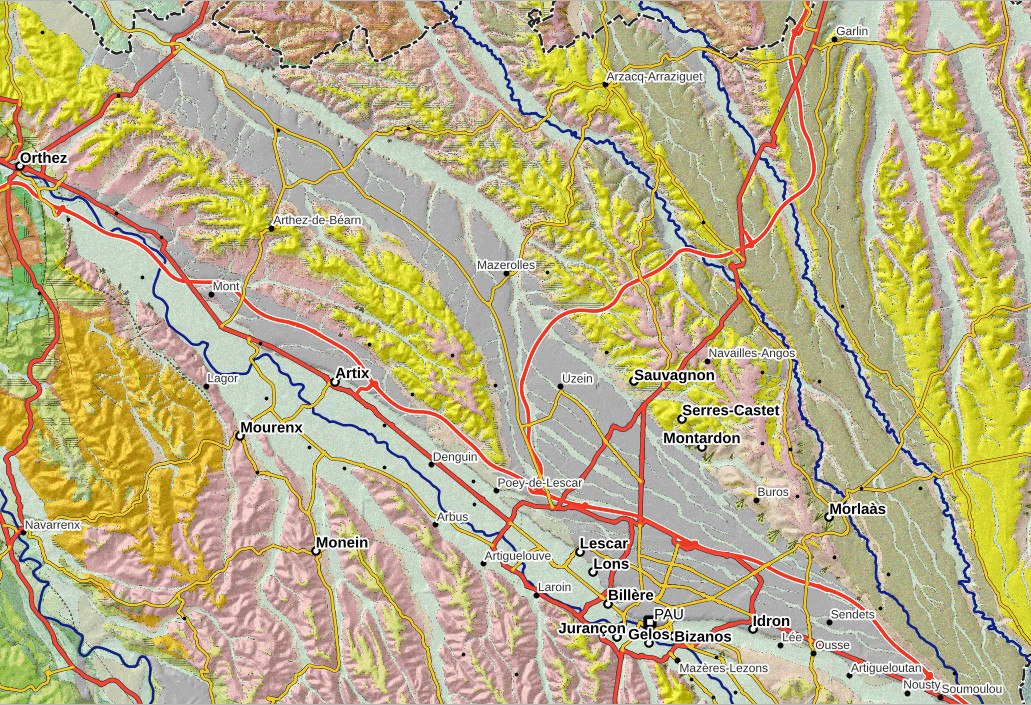
Carte géologique du Pont-Long

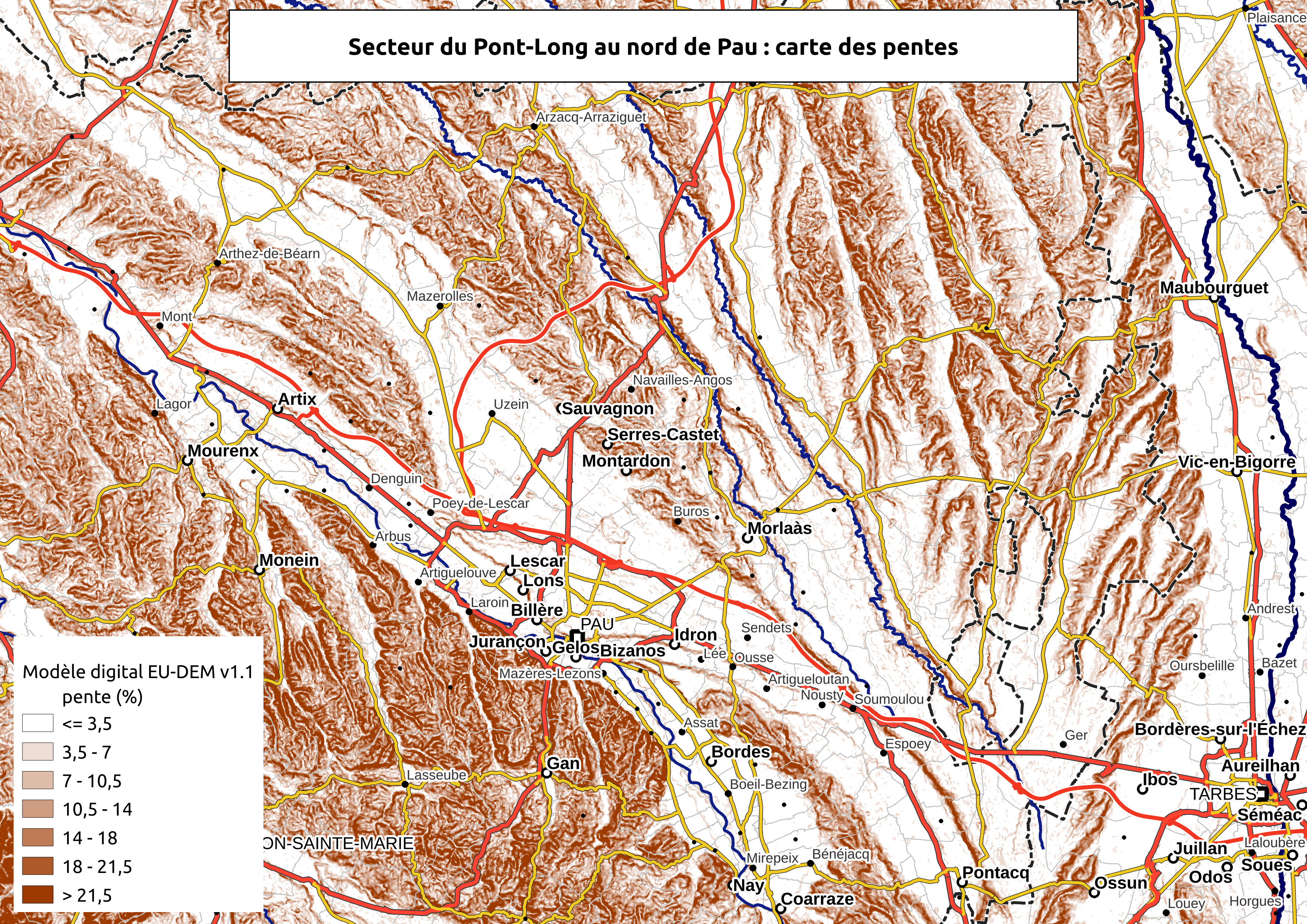
Carte des pentes dans le secteur du Pont-long

Le Pont-Long est une partie d'un des glacis alluviaux constitués par le gave de Lourdes à la fin du Tertiaire et au début du Quaternaire. La couche de matériaux descendus des Pyrénées, graviers et galets enrobés d'argile et partiellement décomposés en conséquence de l'acidité des sols de surface liée à la pluviométrie locale, est épaisse, puisque les sondages effectués dépassent les 50 mètres, sans atteindre le fond de la nappe.
Le profil de coupe des landes du Pont-Long montre une épaisseur superficielle de 80 centimètres de terre noire, posée sur 40 centimètres de silt jaune, très argileux, empêchant la remontée des eaux de la nappe phréatique et l'infiltration des eaux de pluie.
La carte géologique vecteur harmonisée au 1:50 000e du BRGM indique que le Pont-long repose sur une couche décrite ainsi : « Mindel et pléistocène moyen : alluvions anciennes, terrasse à galets, lentilles de sable, cailloutis et matrice argilo-sableuse ». Elle s'étend de Soumoulou (au sud-est) à Sault-de-Navailles (au nord-ouest) et dépasse largement les limites traditionnelles données par les béarnais pour le Pont-Long.
Végétation rustique
Grand marécage en hiver, mais pouvant s'assécher en été, sur un sol superficiel naturellement acide (sables, particules d'argile et matières organiques), au pH compris entre 5,2 et 5, 8, fortement déficient en chaux et acide phosphorique, le Pont-Long présentait une végétation naturelle constituée de bois éparses et de landes à tuie (ajoncs, fougères et bruyères).

## Toponymie
Pont-Long est un toponyme qui apparaît sous les formes
Pont-Loncq (1277, cartulaire d'Ossau),
Pau-Long sive Pont-Long et
Pon-Loncq (respectivement 1539 et 1548, réformation de Béarn) et
Palloncq (1579, lettre de Henri IV faisant mention du procès en cours entre lui-même et les habitants de la vallée d’Ossau).
Son nom vient très probablement du latin spondam longam, qui donne espoune loungue en béarnais : la longue bordure.
Lacroix (2005) y voit un radical gaulois et propose le sens de "passage, traversée du marais".

## Histoire
Le cadre historique du Pont-Long est défini par une série de textes et d'accords établis entre les Ossalois, les communes environnantes et l'autorité seigneuriale.
Protohistoire
À l'instar des autres glacis alluviaux du Béarn, de nombreux tumuli y ont été découverts, indiquant la fréquentation du lieu par des peuples protohistoriques.
Moyen Âge
Les prétentions des communes de la vallée d'Ossau s'en déclarant propriétaires de droit immémorial, sont connues depuis le milieu du Moyen Âge. On peut les expliquer par la nécessité pour ces communautés montagnardes, pratiquant l'élevage transhumant de brebis et de vaches, de trouver des terrains de pâture hivernaux. Si les ovins étaient accompagnés jusque dans les landes de Gascogne, le gros bétail passait la mauvaise saison dans celles du Pont-Long.
Pour cette raison, les Ossalois se battirent pendant des siècles pour maintenir ce territoire en friches. Seuls deux villages, Sendets à l'est et Uzein au nord-ouest, purent s'implanter et se développer à l'intérieur des limites, les autres communes, Pau y compris, étant contraintes à négocier pied à pied des empiètements pour assurer leur développement, et à signer des traités avec les habitants de la vallée d'Ossau. Ainsi la charte de paix de 1277 reconnaît aux habitants de Pau le droit de labourer jusqu'à l'Ousse des Bois.
XVe siècle
La superficie du territoire au XVe siècle, était de 56 000 arpents, soit à peu près 18 600 hectares. Il s'étendait en une longue bande orientée nord-ouest sud-est, entre Mazerolles (nord-ouest) et Soumoulou (sud-est), à l'abrupt des coteaux de Momas, Sauvagnon, Serres-Castet et Morlaàs au nord, qui dominent le Luy de Béarn, et au sud, le rebord de la terrasse qui accueille Lescar et Pau et surplombe l'Ousse des Bois. Il englobait les communes d'Uzein et de Sendets.
XVIIIe siècle

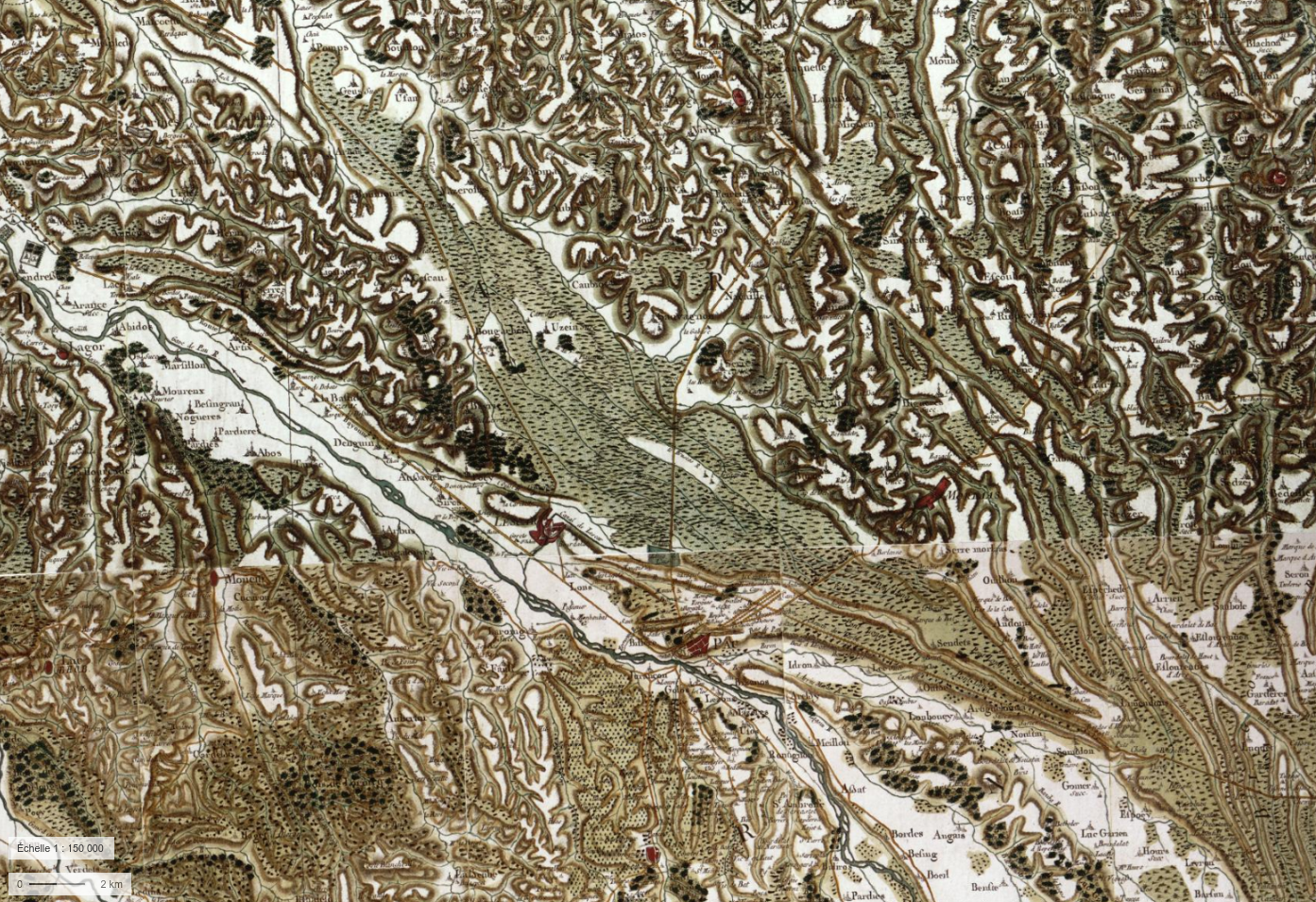
Extrait de la Carte générale de la France de Cassini, centré sur le Pont Long

Après des siècles de contestations épisodiques, la pression sur les droits des Ossalois sur le territoire du Pont-Long s'intensifie, résultat de l'expansion démographique et de l'évolution des esprits s'accommodant mal des privilèges très anciens et s'indignant de voir une telle étendue laissée en friche alors que le Béarn « ne produit du grain pour la subsistance de ses habitants que pendant quatre mois de l'année ».
XIXe siècle
Les droits de la vallée d'Ossau sont néanmoins reconnus et reconduits par le tribunal civil de Pau en 1828, pour peu de temps d'ailleurs, puisque l'arrêt du 11 août 1837 ne lui laisse que la moitié de la superficie de la lande, le reste étant partagé entre 31 communes riveraines. En effet, à la suite de l'épizootie de 1774-1775 ayant décimé 86 % de leur cheptel, les Ossalois ne pouvaient plus justifier la nécessité du maintien en friche de l'ensemble de la lande.
En 1853, la lande accordée aux Ossalois fut partagée en deux parties, entre les syndicats du Haut Ossau et du Bas Ossau (1 018 hectares). Ce dernier ne tarda pas (1866) à vendre sa part, dans le mouvement de défrichement, visant à tester les méthodes de culture en grand, alors à l'ordre du jour.
Le syndicat du Haut Ossau continua pour sa part, jusqu'au début du XXe siècle, à pratiquer l'antique mode d'exploitation, déplaçant de mars à juin des troupeaux de bovins (500 à 600 têtes avant 1940) sur la partie qu'il avait conservé (827 ha à partir de 1936), et exploitant la tuie.
XXe siècle
Ce n'est qu'au XXe siècle qu'apparurent les mises en valeur de grande ampleur comme l'hippodrome du Pont-Long et les terrains d'aviation et militaires.